# Romolo Guerrieri
Romolo Guerrieri, pseudonimo di Romolo Girolami (Roma, 5 dicembre 1931), è un regista e sceneggiatore italiano.

## Biografia
È il fratello del regista Marino Girolami e zio dell'attore Enio Girolami e del regista Enzo G. Castellari. Prima di esordire alla regia con il cognome della madre - usato per tutta la carriera - ha diretto col proprio cognome la seconda unità di Rosmunda e Alboino (1961) e collaborato alla regia di Italiani brava gente (1964). Roberto Poppi nel volume Dizionario del cinema italiano. I registi dal 1930 ai giorni nostri (Roma, Gremese, 1993) afferma che Bellezze sulla spiaggia è stato in realtà diretto da Marino Girolami. Per la televisione, nel 1992, ha anche diretto il telefilm A tutte le volanti.

## Filmografia

### Regista

#### Cinema
- Bellezze sulla spiaggia (1961)
- Johnny Yuma (1966)
- 7 magnifiche pistole (1966)
- 10.000 dollari per un massacro (1967)
- Il dolce corpo di Deborah (1968)
- Un detective (1969)
- Il divorzio (1970)
- La controfigura (1971)
- La polizia è al servizio del cittadino? (1973)
- Un uomo, una città (1974)
- Salvo D'Acquisto (1975)
- Liberi armati pericolosi (1976)
- Sono stato un agente C.I.A. (1978)
- L'importante è non farsi notare (1979)
- La gorilla (1982)
- L'ultimo guerriero (1984)

#### Televisione
- Il principe del deserto – miniserie TV (1990) - regia della seconda unità
- Due vite, un destino – miniserie TV (1992)

### Sceneggiatore
- Cornetti alla crema, regia di Sergio Martino (1981)
- Occhio, malocchio, prezzemolo e finocchio, regia di Sergio Martino (1983)
- L'allenatore nel pallone, regia di Sergio Martino (1984)
- L'allenatore nel pallone 2, regia di Sergio Martino (2008)